# أنثليس
أَنْثِلّيس أو أَنْتِلِّس أو نَفَلُ الرّمال أو نفل أو ذو الزهر الأسفل (الاسم العلمي: Anthyllis)، جنس نباتات مُزهرة من فصيلة البقولية. يحتوي هذا الجنس على أنواع عشبية وجنبية وتنتشر في أوروبا والشرق الأوسط وشمال إفريقيا. النوع الأكثر انتشارًا والأكثر شيوعًا Anthyllis vulneraria ، وهي زهرة مألوفة في المروج وتم إدخالها أيضًا إلى نيوزيلندا.